# Landkreis Neu-Ulm

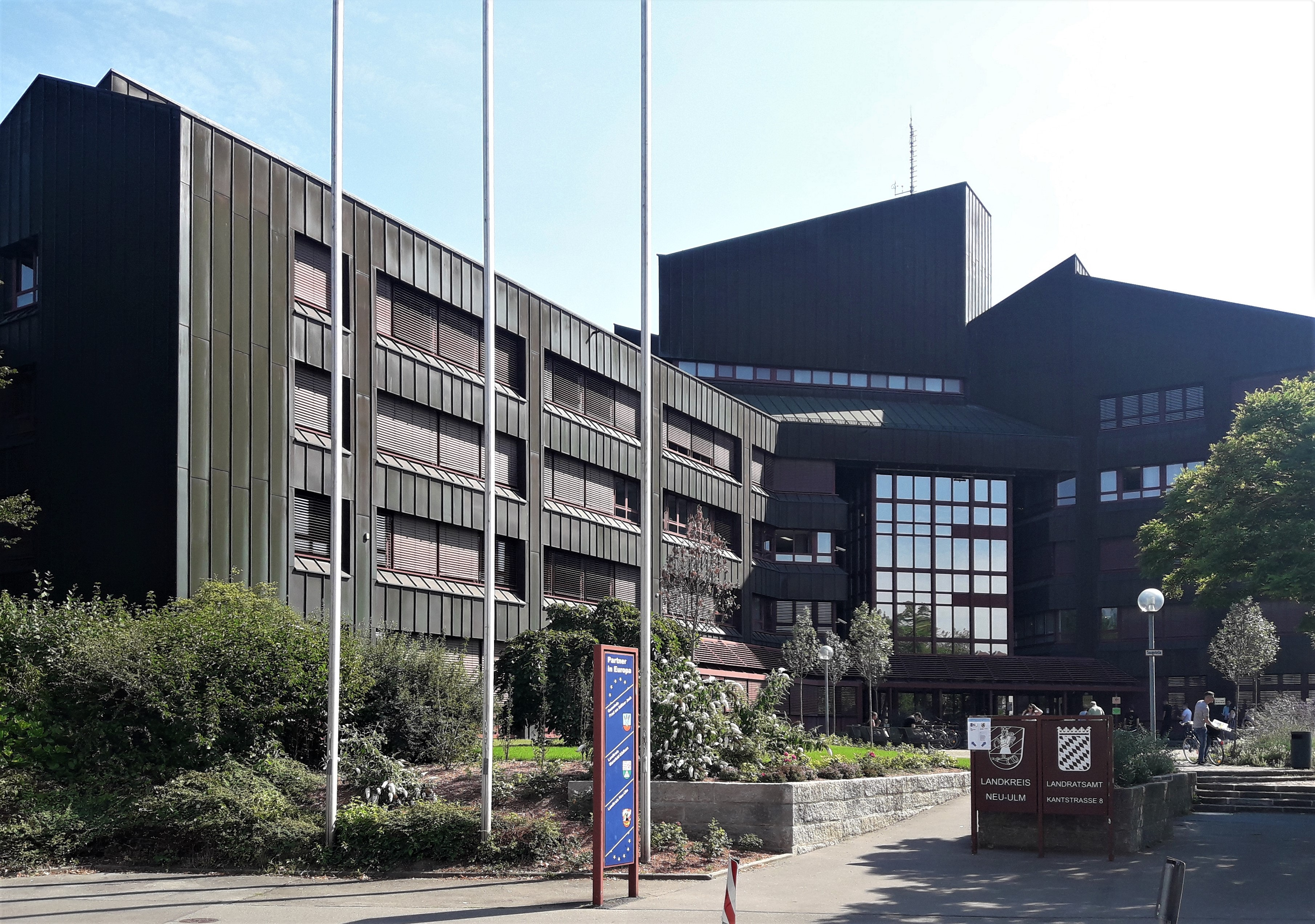
Dienstgebäude Landratsamt Neu-Ulm

Der Landkreis Neu-Ulm liegt im Westen des bayerischen Regierungsbezirks Schwaben. Er ist ein Teil der Region Donau-Iller. Der Sitz des Landratsamtes ist in Neu-Ulm.

## Geographie

### Lage
Der Landkreis erstreckt sich größtenteils im Alpenvorland östlich der Iller südlich der Donau, nur die Gemeinde Elchingen liegt nördlich am Rande der Schwäbischen Alb. Das Kreisgebiet erstreckt sich auf der Iller-Lech-Platte, einer Schotterfläche, die zur Iller im Westen und zur Donau im Norden abfällt. Der tiefste Punkt im Landkreis liegt bei Nersingen an der Donau mit 451 m ü. NHN. Im Süden steigt das Kreisgebiet bei Kellmünz an der Iller auf Höhen bis 616 m an.

### Nachbarkreise
Der Landkreis grenzt im Uhrzeigersinn im Nordosten beginnend an die Landkreise Günzburg und Unterallgäu (beide in Bayern) sowie an den Landkreis Biberach, an den Alb-Donau-Kreis und an den Stadtkreis Ulm (alle in Baden-Württemberg).

## Geschichte

### Landgerichte
1804 wurden die Landgerichte Illertissen und Roggenburg errichtet. Sie gehörten zum Illerkreis des Königreichs Bayern, ab 1817 zum Oberdonaukreis, der 1838 in Schwaben und Neuburg, später Schwaben umbenannt wurde. 1841 beschloss die Frankfurter Bundesversammlung den Bau der Bundesfestung Ulm mit einem Brückenkopf auf bayerischer Seite. Auf Betreiben König Ludwigs I. wurde die Ortschaft Neu-Ulm in die Festung einbezogen. 1842 wurde daher das Landgericht Neu-Ulm aus Teilen des Landgerichts Günzburg und einer Gemeinde des Landgerichts Illertissen errichtet. 1852 entstand dann noch das Landgericht Babenhausen aus dem gleichnamigen Herrschaftsgericht.

### Bezirksämter
1862 bildeten die drei Landgerichte Illertissen, Roggenburg und Babenhausen das Bezirksamt Illertissen, wobei der Sitz des Landgerichts Roggenburg unter Abgabe einiger Gemeinden an das Bezirksamt Krumbach nach Weißenhorn verlegt wurde. Aus dem Landgericht Neu-Ulm wurde 1862 das gleichnamige Bezirksamt gebildet.
Am 1. Januar 1880 wurden Gebiete des Bezirksamtes Illertissen im Raum Weißenhorn dem Bezirksamt Neu-Ulm zugeteilt. Illertissen gab auch einige Orte an die Bezirksämter Krumbach und Memmingen ab.
Am 1. März 1891 schied die Stadt Neu-Ulm aus dem Bezirksamt Neu-Ulm aus und wurde eine kreisunmittelbare Stadt.
Am 1. Januar 1908 trat das Bezirksamt Neu-Ulm die Gemeinde Offenhausen an die Stadt Neu-Ulm ab.

### Landkreise
Am 1. Januar 1939 wurde wie sonst überall im Deutschen Reich die Bezeichnung Landkreis eingeführt. So wurden aus den Bezirksämtern die Landkreise Illertissen und Neu-Ulm. Den Übergang in Neu-Ulm erlebte der Landrat Friedrich Schreck. Am 1. April 1940 wurde die Stadt Neu-Ulm in den Landkreis Neu-Ulm eingegliedert, doch wurde dies am 1. April 1948 wieder rückgängig gemacht.

### Landkreis Neu-Ulm
Im Rahmen der Gebietsreform in Bayern wurden am 1. Juli 1972 der Landkreis Neu-Ulm, der Großteil des Landkreises Illertissen und die kreisfreie Stadt Neu-Ulm zu einem neuen Landkreis zusammengelegt. Dieser hieß zunächst Illerkreis, wie der historische Verwaltungskreis des Königreichs Bayern, umfasste jedoch ein anderes Gebiet. Die südlichen Gemeinden des Landkreises Illertissen um Babenhausen wurden dem Landkreis Unterallgäu zugeteilt. Am 1. Mai 1973 wurde der neue Illerkreis in Landkreis Neu-Ulm umbenannt. Die Stadt Neu-Ulm erhielt für den Verlust der Kreisfreiheit den Status einer Großen Kreisstadt.
Am 1. Januar 1978 wechselten die Gemeinden Ettlishofen und Silheim aus dem Landkreis Neu-Ulm in den Landkreis Günzburg und wurden dort in die Gemeinde Bibertal eingegliedert. Am gleichen Tag wechselten außerdem die Gemeinde Kettershausen und das Dorf Unterschönegg (heute Gemeinde Babenhausen) aus dem Landkreis Neu-Ulm in den Landkreis Unterallgäu.
Mit Beschluss vom 26. Juli 2017 leitete der Stadtrat von Neu-Ulm den Austritt der Stadt aus dem Landkreis und damit die Wiederherstellung der Kreisfreiheit in die Wege. Dieses Ansinnen, das in Anlehnung an die Wortschöpfungen Grexit und Brexit in den Medien als Nuxit bezeichnet wurde, scheiterte jedoch letztlich im Juni 2019 an der fehlenden Zustimmung des Bayerischen Innenministeriums.

### Einwohnerstatistik

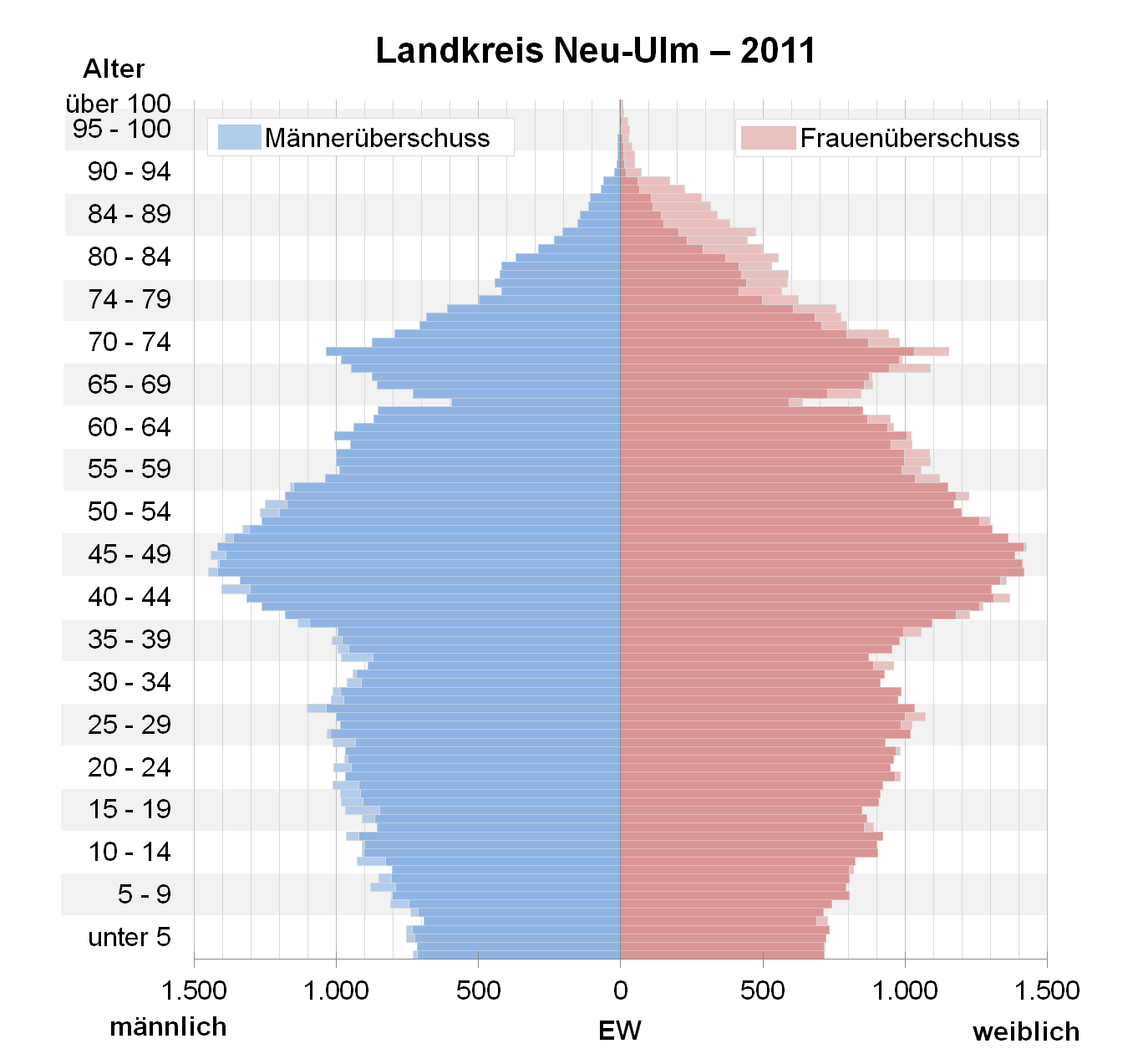
Bevölkerungspyramide für den Kreis Neu-Ulm (Datenquelle: Zensus 2011.)

Der Landkreis Neu-Ulm gewann von 1988 bis 2008 über 22.000 Einwohner hinzu bzw. wuchs um ca. 16 %. Zwischen 1988 und 2018 wuchs die Einwohnerzahl im Landkreis von 142.438 auf 174.200 um 31.762 Einwohner bzw. um 22,3 %.
Die nachfolgenden Zahlen beziehen sich auf den Gebietsstand vom 25. Mai 1987:
| Bevölkerungsentwicklung | Bevölkerungsentwicklung | Bevölkerungsentwicklung | Bevölkerungsentwicklung | Bevölkerungsentwicklung | Bevölkerungsentwicklung | Bevölkerungsentwicklung | Bevölkerungsentwicklung | Bevölkerungsentwicklung | Bevölkerungsentwicklung | Bevölkerungsentwicklung | Bevölkerungsentwicklung | Bevölkerungsentwicklung | Bevölkerungsentwicklung | Bevölkerungsentwicklung |
| ----------------------- | ----------------------- | ----------------------- | ----------------------- | ----------------------- | ----------------------- | ----------------------- | ----------------------- | ----------------------- | ----------------------- | ----------------------- | ----------------------- | ----------------------- | ----------------------- | ----------------------- |
| Jahr                    | 1840                    | 1900                    | 1939                    | 1950                    | 1961                    | 1970                    | 1987                    | 1991                    | 1995                    | 2000                    | 2005                    | 2010                    | 2015                    | 2020                    |
| Einwohner               | 29.083                  | 40.821                  | 56.988                  | 86.538                  | 104.023                 | 125.054                 | 140.666                 | 150.091                 | 157.240                 | 159.670                 | 163.387                 | 165.461                 | 170.309                 | 175.823                 |

### Konfessionsstatistik
Gemäß dem Zensus 2022 waren 40,3 % der Einwohner katholisch, 15,6 % evangelisch, und 44,1 % waren konfessionslos, gehörten einer anderen Glaubensgemeinschaft an oder machten keine Angabe.

## Politik

### Kreistag
Der Kreistag besteht aus 70 Mitgliedern. Nach den vergangenen Wahlen verteilten sich die Sitze folgendermaßen auf die einzelnen Parteien und Wählergemeinschaften:
| Kreistagswahl 2020Wahlbeteiligung: 47,2 % (+0,6 %) %403020100 38,719,418,110,74,03,61,9 CSUFWGrüneSPDÖDPJUFDPLinkeGewinne und Verlusteim Vergleich zu 2014 %p 6 4 2 0 −2 −4 −6 −8−10−7,5+1,4+5,6−9,7+4,0+3,6+0,7+1,9CSUFWGrüneSPDÖDPJUFDPLinke | Sitzverteilung im Kreistag Neu-Ulm seit 2020Insgesamt 70 Sitze - Linke: 1 - SPD: 7 - Grüne: 13 - ÖDP: 3 - FDP: 2 - FW: 14 - CSU: 27 - JU: 3 |

| Parteien und Wählergemeinschaften | Parteien und Wählergemeinschaften                       | 2020   | 2020   | 2014   | 2014   | 2008   | 2008   | 2002   | 2002   | 1996   | 1996   |
| Parteien und Wählergemeinschaften | Parteien und Wählergemeinschaften                       | %      | Sitze  | %      | Sitze  | %      | Sitze  | %      | Sitze  | %      | Sitze  |
| --------------------------------- | ------------------------------------------------------- | ------ | ------ | ------ | ------ | ------ | ------ | ------ | ------ | ------ | ------ |
| CSU                               | Christlich-Soziale Union in Bayern                      | 38,7   | 27     | 46,2   | 32     | 47,5   | 34     | 49,6   | 36     | 44,0   | 32     |
| FW                                | Freie Wähler Bayern                                     | 19,4   | 14     | 18,0   | 13     | 15,7   | 11     | 0–     | 0–     | 0–     | 0–     |
| Grüne                             | Grüne Bayern                                            | 18,1   | 13     | 12,5   | 09     | 11,3   | 08     | 7,4    | 05     | 10,5   | 07     |
| SPD                               | SPD Bayern                                              | 10,7   | 07     | 20,4   | 14     | 21,9   | 15     | 25,5   | 18     | 28,4   | 20     |
| ÖDP                               | Ökologisch-Demokratische Partei                         | 4,0    | 03     | 0–     | 0–     | 0–     | 0–     | 0–     | 0–     | 0–     | 0–     |
| JU                                | Junge Union                                             | 3,6    | 03     | 0–     | 0–     | 0–     | 0–     | 0–     | 0–     | 0–     | 0–     |
| FDP                               | FDP Bayern                                              | 3,6    | 02     | 2,9    | 02     | 3,6    | 02     | 2,9    | 02     | 3,1    | 02     |
| Linke                             | Die Linke Bayern                                        | 1,9    | 01     | 0–     | 0–     | 0–     | 0–     | 0–     | 0–     | 0–     | 0–     |
| FWG                               | Freie Wählergemeinschaft                                | 0–     | 0–     | 0–     | 0–     | 0–     | 0–     | 12,1   | 08     | 10,8   | 07     |
| ÖDP/CfU                           | Ökologisch-Demokratische Partei/Christen für die Umwelt | 0–     | 0–     | 0–     | 0–     | 0–     | 0–     | 2,6    | 01     | 3,2    | 02     |
| gesamt                            | gesamt                                                  | 100,0  | 70     | 100,0  | 70     | 100,0  | 70     | 100,1  | 70     | 100,0  | 70     |
| Wahlbeteiligung                   | Wahlbeteiligung                                         | 47,2 % | 47,2 % | 46,6 % | 46,6 % | 49,4 % | 49,4 % | 54,6 % | 54,6 % | 59,3 % | 59,3 % |

### Bezirksamtmänner (bis 1938) und Landräte (ab 1939)
- 1903–1930 Karl Risch
- 1930–1939 Friedrich Schreck
- 1940–1941 Julius Taschke
- 1942–1945 Anton Heiser
- 1943–1945 Hermann Dinkel vertretungsweise
- 1946–1948: Ferdinand Siebert (CSU), später Freie Wählervereinigung
- 1948–1964: Georg Köhl (CSU)
- 1964–1973: Max Rauth (SPD)
- 1974–1996: Franz-Josef Schick (CSU)
- 1996–2014: Erich Josef Geßner (CSU)
- 2014–2023: Thorsten Freudenberger (CSU)
- 31. Oktober 2023–30. Januar 2024: Erich Winkler (CSU) – stellvertretend
- seit 31. Januar 2024: Eva Treu (CSU)

Am 16. März 2014 wurde der Oberstudienrat Thorsten Freudenberger (CSU) im Zuge der turnusgemäßen bayerischen Kommunalwahl mit 58,5 % zum Nachfolger von Erich Josef Geßner gewählt. Seine Amtszeit begann am 1. Mai 2014 und endete wegen seines Wechsels in den Bayerischen Landtag am 30. Oktober 2023. Bis zur Neuwahl führte der bisherige stellvertretende Landrat Erich Winkler die Amtsgeschäfte weiter. Die am 28. Januar 2024 in der Stichwahl gewählte neue Landrätin Eva Treu übernahm am 31. Januar 2024 die Amtsgeschäfte.

### Wappen
| Wappen des Landkreises Neu-Ulm | Blasonierung: „Über rotem Schildfuß, darin ein waagrechtes, golden beschlagenes, silbernes Hifthorn, fünfmal schräglinks geteilt von Rot und Silber, überdeckt mit einer aus der Teilungslinie wachsenden schwarz gekleideten und golden gekrönten Mohrin, die eine goldene Bischofsmütze in den Händen hält.“ |
| Wappen des Landkreises Neu-Ulm | Wappenbegründung: Die drei Teile des Wappens stehen für Grafengeschlechter, die im Mittelalter die Gebietsherrschaft über bedeutende Teile des heutigen Kreisgebiets innehatten. Die Mohrin erinnert an die Grafen von Kirchberg. Ihnen unterstanden einige Orte im Illertal. Die roten Schrägbalken stehen für die Grafen von Berg, die im Ostteil des Kreisgebietes (um Pfaffenhofen) herrschten. Das Hifthorn erinnert an die Herren von Neuffen, denen Weißenhorn und Buch unterstanden. Die Wappenfigur hat hier schwarze Hautfarbe. |

### Kreispartnerschaften
Partnerschaften pflegt der Kreis mit der Marktgemeinde Prad am Stilfserjoch in Italien und dem Landkreis Mansfeld-Südharz in Sachsen-Anhalt.

## Wirtschaft und Infrastruktur

### Verkehr

#### Schiene
Die Kreisstadt war schon 1853 Endstation der von der Bayerischen Staatsbahn eröffneten Strecke von Augsburg her, die im folgenden Jahr über die Donau hinüber bis Ulm verlängert wurde. Nächster Bahnhof mit stündlichem ICE-Halt ist Ulm Hauptbahnhof. Im Fahrplanjahr 2017/2018 hielt ein ICE auch in Neu-Ulm.
Im Jahre 1862 kam die Illertalbahn nach Memmingen hinzu, die von Neu-Ulm über Illertissen und Kellmünz nach Süden führt. Von ihr zweigten zwei Lokalbahnstrecken der Bayerischen Staatsbahn ab, seit 1878 die Strecke Senden–Weißenhorn und ab 1894 die Strecke Kellmünz–Babenhausen.
Die beiden Lokalbahnen wurden nach dem Zweiten Weltkrieg für den Personenverkehr stillgelegt. 1964 verlor die Strecke von Kellmünz nach Babenhausen ihren Personenverkehr, 1966 die Strecke von Senden nach Weißenhorn. Während die Babenhausener Strecke in den 1990er Jahren auch den Güterverkehr verlor und danach stillgelegt und abgebaut wurde, behielt die Weißenhorner Bahn ihren Güterverkehr. Am 15. Dezember 2013 wurde sie für den Personenverkehr reaktiviert, seitdem verkehren direkte Züge im Stundentakt zwischen Weißenhorn und Ulm.
Die Gemeinde Elchingen liegt an der nördlich der Donau 1876 eröffneten Brenzbahn von Ulm nach Aalen. Von 1897 bis 1945 war Neu-Ulm durch eine elektrische Straßenbahn mit der Nachbarstadt Ulm verbunden.

#### Straße
Der Landkreis wird nördlich von der A 8 und westlich von der A 7 eingerahmt. Somit besteht eine gute Autobahnanbindung im ganzen Landkreis.

#### Radverkehr
Der ausgeschilderte Iller-Radweg als touristisches Angebot für Radfahrer durchzieht den Landkreis am westlichen Rand von Süden nach Norden. Der Donauradweg verläuft als europäischer Fernradweg im Norden des Landkreises.

### Wirtschaft
Im Zukunftsatlas 2016 belegte der Landkreis Platz 84 von 402 Landkreisen, Kommunalverbänden und kreisfreien Städten in Deutschland und zählt damit zu den Orten mit „hohen Zukunftschancen“. In der Ausgabe von 2019 lag er auf Platz 125 von 401.
Während der südliche Landkreis Neu-Ulm eher ländlich strukturiert ist, findet sich im Norden und entlang der Iller bis Illertissen eine Vielzahl von zum Teil international agierenden Unternehmen. Die größten Arbeitgeber des Landkreises sind die Wieland-Werke AG in Vöhringen, die zur Daimler AG gehörende Daimler Buses GmbH in Neu-Ulm und Bosch Rexroth in Elchingen. Ebenfalls nennenswert ist der Weltmarktführer in Bauschalungen und Gerüsten, die Peri SE in Weißenhorn.
Durch die Nähe zum Elchinger Kreuz, an dem sich die Autobahnen A7 und A8 kreuzen, ist der Raum Neu-Ulm Zentrum für den Logistik- und Speditionsbereich.
Das nach eigener Aussage größte Möbelhaus Europas, Inhofer, befindet sich in Senden/Iller.
Im Zentrum des südlichen Landkreises, Illertissen, sind das Pharmaunternehmen Pfizer und der Spezialchemiehersteller BASF Personal Care and Nutrition GmbH die größten Arbeitgeber.
In den letzten Jahren wird zunehmend versucht, das Gastronomie- und Unterkunftsgewerbe zu fördern, das durch die Nähe zu touristischen Anziehungspunkten begünstigt wird (zum Beispiel Legoland Günzburg, Stadt Ulm, Touristenregionen Allgäu und Bodensee).
Im Oktober 2018 lag die Arbeitslosenquote im Landkreis Neu-Ulm bei 1,9 %.

## Gemeinden
(Einwohner am 31. Dezember 2024)
| Städte 1. Neu-Ulm, Große Kreisstadt (62.641) 2. Senden (23.641) 3. Illertissen (18.433) 4. Weißenhorn (14.186) 5. Vöhringen (14.044) Märkte 1. Pfaffenhofen a.d.Roth (7311) 2. Altenstadt (5416) 3. Buch (4337) 4. Kellmünz a.d.Iller (1561) Gemeinden 1. Nersingen (9827) 2. Elchingen (9869) 3. Bellenberg (4694) 4. Roggenburg (2679) 5. Holzheim (1971) 6. Unterroth (1061) 7. Oberroth (1005) 8. Osterberg (919) |

| Verwaltungsgemeinschaften 1. Altenstadt (Schwaben) mit den Mitgliedsgemeinden Altenstadt (Markt), Kellmünz a.d.Iller (Markt) und Osterberg 2. Buch mit den Mitgliedsgemeinden Buch (Markt), Oberroth und Unterroth 3. Pfaffenhofen a.d.Roth mit den Mitgliedsgemeinden Holzheim und Pfaffenhofen a.d.Roth (Markt) | Gemeindefreie Gebiete (44,61 km²) 1. Auwald (4,96 km²) 2. Oberroggenburger Wald (6,25 km²) 3. Stoffenrieder Forst (15,79 km²) 4. Unterroggenburger Wald (17,62 km²) |

|  |  |

## Gemeinden vor der Gebietsreform 1971/78

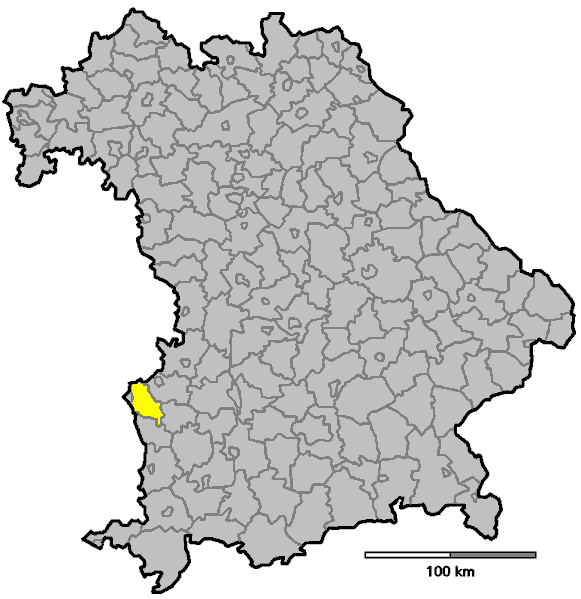
Lage in Bayern

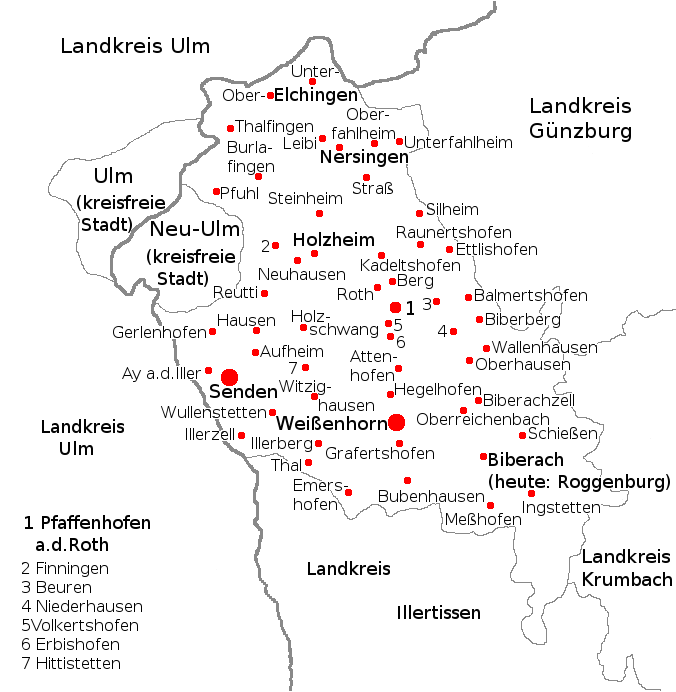
Der Landkreis Neu-Ulm vor der Gebietsreform 1971/78; eingezeichnet sind alle für Gemeinden namensgebende Orte; alle nicht fett beschrifteten Gemeinden wurden im Zuge der Gebietsreform aufgelöst;

Vor der Gebietsreform hatte der Landkreis Neu-Ulm 54 Gemeinden. Bis zum Jahr 1908 hatte der damals noch Bezirksamt Neu-Ulm genannte Landkreis noch eine Gemeinde mehr. Zu Beginn dieses Jahres wurde Offenhausen in die Stadt Neu-Ulm eingemeindet.
Im Nordosten grenzte der Landkreis an den Landkreis Günzburg, im Südosten an den Landkreis Krumbach, im Süden an den Landkreis Illertissen im Westen und Norden an den baden-württembergischen Landkreis Ulm und im Nordwesten an die kreisfreien Städte Neu-Ulm und Ulm.
Bei den Gemeinden, die aufgelöst wurden, ist in Klammern vermerkt, zu welcher Gemeinde der Ort heute gehört. Die Gemeinden, die heute noch bestehen, sind fett geschrieben.
Städte
- Senden
- Weißenhorn

Markt
- Pfaffenhofen a.d.Roth

Weitere Gemeinden
- Attenhofen (Weißenhorn)
- Aufheim (Senden)
- Ay an der Iller (Senden)

Landkreis Neu-Ulm, Gemeindegrenzenkarte von 1961

- Balmertshofen (Pfaffenhofen a.d.Roth)
- Berg (Pfaffenhofen a.d.Roth)
- Beuren (Pfaffenhofen a.d.Roth)
- Biberach (Roggenburg)
- Biberachzell (Weißenhorn)
- Biberberg (Pfaffenhofen a.d.Roth)
- Bubenhausen (Weißenhorn)
- Burlafingen (Neu-Ulm)
- Emershofen (Weißenhorn)
- Erbishofen (Pfaffenhofen a.d.Roth)
- Ettlishofen (Bibertal im Landkreis Günzburg)
- Finningen (Neu-Ulm)
- Gerlenhofen (Neu-Ulm)
- Grafertshofen (Weißenhorn)
- Hausen (Neu-Ulm)
- Hegelhofen (Weißenhorn)
- Hittistetten (Senden)
- Holzheim
- Holzschwang (Neu-Ulm)
- Illerberg (Vöhringen)
- Illerzell (Vöhringen)
- Ingstetten (Roggenburg)
- Kadeltshofen (Pfaffenhofen a.d.Roth)
- Leibi (Nersingen)
- Meßhofen (Roggenburg)
- Nersingen
- Neuhausen (Holzheim)
- Niederhausen (Pfaffenhofen a.d.Roth)
- Oberelchingen (Elchingen)
- Oberfahlheim (Nersingen)
- Oberhausen (Weißenhorn)
- Oberreichenbach (Weißenhorn)
- Pfuhl (Neu-Ulm)
- Raunertshofen (Pfaffenhofen a.d.Roth)
- Reutti (Neu-Ulm)
- Roth (Pfaffenhofen a.d.Roth)
- Schießen (Roggenburg)
- Silheim (Bibertal im Landkreis Günzburg)
- Steinheim (Neu-Ulm)
- Straß (Nersingen)
- Thal (Vöhringen)
- Thalfingen (Elchingen)
- Unterelchingen (Elchingen)
- Unterfahlheim (Nersingen)
- Volkertshofen (Pfaffenhofen a.d.Roth)
- Wallenhausen (Weißenhorn)
- Witzighausen (Senden)
- Wullenstetten (Senden)

Gemeindefreie Gebiete
- Oberroggenburger Wald (6,43 km²; besteht heute noch)
- Stoffenrieder Forst (15,79 km²; besteht heute noch)
- Unterroggenburger Wald (17,62 km²; besteht heute noch)

## Schutzgebiete
Im Landkreis gibt es vier Naturschutzgebiete, sieben Landschaftsschutzgebiete, vier FFH-Gebiete und mindestens drei vom Bayerischen Landesamt für Umwelt ausgewiesene Geotope (Stand Mai 2016).
Siehe auch:
- Liste der Naturschutzgebiete im Landkreis Neu-Ulm
- Liste der Landschaftsschutzgebiete im Landkreis Neu-Ulm
- Liste der FFH-Gebiete im Landkreis Neu-Ulm
- Liste der Geotope im Landkreis Neu-Ulm

Außerdem liegt mit dem Naturwald Auwälder der unteren Iller ein Großschutzgebiet für Auwälder im Landkreis.

## Kfz-Kennzeichen
Am 1. Juli 1956 wurde dem Landkreis bei der Einführung der bis heute gültigen Kfz-Kennzeichen das Unterscheidungszeichen NU zugewiesen. Es wird durchgängig bis heute ausgegeben.
Bis in die 1990er Jahre erhielten Fahrzeuge aus dem Altkreis Illertissen Kennzeichen mit den Buchstabenpaaren AA bis ZZ und den Zahlen von 100 bis 999.
Seit dem 10. Juli 2013 ist in Zusammenhang mit der Kennzeichenliberalisierung auch das Unterscheidungszeichen ILL (Illertissen) erhältlich.